# Pándorfalui menekülttragédia
A pándorfalui menekülttragédia, amit a magyarországi sajtó leggyakrabban parndorfi halálkamionként emleget, az ausztriai Burgenland tartomány Pándorfalu (németül: Parndorf) nevű települése mellett, a Nezsider (németül: Neusiedl am See) felé vezető út mentén 2015. augusztus 27-én történt. Az osztrák hatóságok 71 menekült holttestét találták meg egy hűtőkamionban, akik már legalább egy napja (augusztus 26. óta) halottak voltak. Az őket szállító afgán–bolgár embercsempészbanda nemtörődömsége folytán a raktérben összezsúfolt emberek megfelelő szellőzés hiányában és a nyári hőség következtében megfulladtak a rettenetes melegben. A kamion Magyarországról lépett Ausztria területére, a menekültek azonban vélhetően már Magyarországon életüket vesztették.
Az ügyben tizennégy személyt gyanúsítottak meg, akiknek tárgyalása magyar bíróságokon folyt le. 2019-ben a vádlottak közül négyen életfogytiglani fegyházbüntetést kaptak. Tettestársaikra 4, 5, 6 és 8 éves börtönbüntetést szabtak ki, míg kettejüket távollétükben ítélték el, ugyanis ők még jelenleg is szökésben vannak.
A magyar hatóságokat már 2015. júniusában bírálat érte a német sajtó részéről, ugyanis a Süddeutsche Zeitung, a Westdeutscher Rundfunk és a Norddeutscher Rundfunk is olyan információkat tett közzé, miszerint Magyarországon már jóval korábban tudtak a banda tevékenységéről, de a fellépés ellenük a tragédia bekövetkeztéig váratott magára. Ennek oka, hogy az utolsó lehallgatott telefonhívásokat már elég későn elemezték ki a hatóságok.
Az esetre rendkívül hasonlít egy 1995. július 15-én, Győr mellett történt szerencsétlenség. Akkor is egy bolgár csempészbanda 18 Srí Lankáról érkezett tamil menekültet akart átvinni illegálisan a határon, de a leponyvázott platón utazó személyek megfulladtak a hőségben. A tragédiáért felelős sofőrt csak 2013-ban fogták el az Egyesült Államokban.
A pándorfalui tragédia nemcsak az áldozatok számát tekintve kapott világviszonylatban is nagy figyelmet, hanem az akkor javában tetőző európai menekültválság miatt is. Ekkoriban a Földközi-tengeren rendszeresen történtek súlyos szerencsétlenségek, amelyekben Afrikából és Ázsiából érkező menekülteknek vagy illegális bevándorlók hajói süllyedtek el. Közép-Európában a pándorfalui eset az eddigi legsúlyosabb ilyen incidens. 2019-ben az észak-angliai Essexben szintén egy hűtőkamion rakterében 39 megfulladt vietnámi illegális bevándorló holttestét fedezték fel, akiket egy észak-ír csempészbanda szállított.

## Előzmények
A schengeni egyezmény értelmében az Európai Unió tagállamai a belső határellenőrzést eltörölték, de a külső határokat az érintett tagállamoknak szigorúbban kell ellenőriznie és védenie. A 2010-es évek közepétől viszont robbanásszerűen megnőtt az Európába áramlók száma, mindez tudható a szíriai polgárháborúnak, az iraki polgárháborúnak, vagy számos fejletlen országban elharapódzó humanitárius válságnak (olyan országok területén, mint Szudán vagy Banglades). A rendkívüli, gyakran több ezer fős emberhullámok tengeri útvonalakon, Észak-Afrika felől, vagy pedig szárazföldi úton, Törökország és Görögország érintésével érik el az Európai Unió területét. A menekültek elsődleges célja az Unió legfejlettebb területeinek, így Németországnak, az Egyesült Királyságnak és Franciaországnak az elérése, viszont megjelenésük több országnak okozott komoly problémákat, amelyeken áthaladtak.
A menekültválság gyakorta a nagyhatalmi vetélkedések és politikai érdekek eszközének is számít, melyek csak mélyítik a problémát.
A menekültáradatnak köszönhetően újból jövedelmező illegális üzletág lett az embercsempészet, amelyre rövid időn belül egész bűnszervezetek épültek. Egyes tagjai a bandáknak maguk is menekültként/migránsként érkező személyek, akik otthoni kapcsolataikat használják ki.

## A tragédia
A 71 ember haláláért felelős bandát Szamszúr Lahú afgán állampolgárságú, pastu nemzetiségű, korábban Magyarországon oltalmazott státuszt élvező férfi szervezte és vezette 2015 februárjától. A férfi még 2013-ban lépett illegálisan az ország területére Szerbiából és volt egy magyar állampolgárságú élettársa, aki letartóztatásakor gyereket várt tőle. Egyébiránt a férfi igencsak tájékozott, egyetemet végzett, két diplomával is rendelkező, több nyelven beszélő személy, aki építészi és pszichológusi képesítéssel rendelkezik. Magyarországon történt letartóztatását megelőzően is több kisebb bűncselekményt elkövetett már, egyebek mellett garázdaság, kábítószerrel kapcsolatos bűncselekmény és gyorshajtás miatt volt a magyar rendőrség látókörében. Később autókereskedéssel kezdett el foglalkozni.
A másik vezető egy bolgár férfi, Metodij Georgijev Ivanov. Segítőik közé tartozott egy pakisztáni származású férfi, bizonyos Amin, aki Szerbiából mozgatta a szálakat. A banda a tragédia bekövetkeztéig mintegy 31 alkalommal 1200 embert vitt át illegális úton nyugati országokba. A mostani transzporttól is 100 ezer euró bevételt reméltek. A bandát már a magyar hatóságok is figyelték és két héttel a tragédia előtt már tudomásuk volt erről transzportról is, de akkor még nem intézkedtek.
A csempészek Kecskemétről szerezték be a Volvo FL 180-as típusú, 7,5 tonna súlyú, kéttengelyes hűtőkamiont egy ottani szlovák tulajdonú bojlergyártó cégtől, amelyben a 71 illegális határátlépő az életét vesztette. A járművel már korábban is bonyolítottak le embercsempészutakat. Halálesetek akkor nem következtek be, ám a túlzsúfoltság és a levegőtlen raktér miatt már több utasuk is orvosi kezelésre szorult később. Eleinte csak 20-25 embert tereltek be a raktérbe, ám ahogy a válság fokozódott a pénzéhes banda a profit növelése érdekében, a kockázatok teljes figyelmen kívül hagyásával (de annak tudatában!) még több embert próbált egyszerre átcsempészni. A banda tervei között volt még két további transzport is, de őrizetbevételük ebben megakadályozta őket.
A végzetes útra a kamion 2015. augusztus 26-án reggel Kecskemétről indult el Ausztriának. 9 óra körül hagyta el Budapestet és napközben az M1-es autópályán haladt Hegyeshalom irányába, majd Miklóshalmánál (Nickelsdorf) lépett Burgenland területére. Útközben sor került sofőrcserére is. Mindkét sofőr bolgár nemzetiségű volt.
A rendőrségi lehallgatások szerint már az első bolgár sofőr észlelte, hogy baj van, amikor a kamion még Magyarország területén járt. Telefonon szólt, hogy visítást és dörömbölést észlel a raktérből. A telefonon felkeresett ismerőse azt mondta, hogy már előre intették az embereket, maradjanak veszteg, de azok nyilván ekkor már nem jutottak oxigénhez. A két sofőrnek Lahú telefonon is külön utasításba adta, hogy semmi esetre se álljanak meg levegőzni, vizet se adjanak az embereknek, sőt azt is mondta, ha meghalnának, a holttestektől Németországban szabaduljanak meg egy erdőben.
Az ordítozás és sikolyok mind hangosabbak lettek. A beszélgetések alapján tudható, hogy a csempészek tudták elfogyott a levegő a raktérben. A második sofőr megállt, de mivel már nem hallott hangokat vagy zajokat, s ijedtében nem is merte kinyitni a rakteret, ezért inkább folytatta útját. Ezen elhatározásában megerősítette főnökei hozzájárulása telefonon. Ez a cselekedet később súlyosító tényezőként szolgált az eljárás során.
Miután nyilvánvalóvá vált, hogy a menekültek nem élnek, telefonon utasították a sofőrt, hogy az A4-es autópálya leállósávjában hagyja ott a járművet. A sofőr szemtanúk szerint egy személygépkocsival hagyta el a helyszínt.
A magára hagyott kamion még körülbelül egy napig állt a leállósávban. Augusztus 27-én az osztrák autópálya--üzemeltető kaszálást végző alkalmazottja vette észre a nyitott vezetőfülkéjű kamiont, majd értesítette a hatóságokat. A kiérkező rendőrség eleinte balesetre gyanakodott, de közelebb érve észlelték, hogy vér és testnedv csordogál ki a résekből. Mikor felnyitották a kamion rakterét, megtalálták benne a fulladásos halált szenvedett emberek holttesteit. A járművet ideiglenesen átszállították Miklóshalmára, egy állatorvosi központba. Előzetes becslések szerint a halottak száma 20 és 50 között volt, s csak estére tisztázódott a pontos szám.
Augusztus 28-án a holttesteket a bécsi igazságügyi orvostanhallgatói intézetben boncolták fel. Az osztrák főváros muzulmán közössége felajánlotta, hogy a muszlim áldozatokat a bécsi iszlám temetőben hantolnák el, míg azokat, akiknek nem tisztázódik a vallási hovatartozása, a pándorfalui temetőben javasolták eltemettetni.

## Az áldozatok
A raktérből kiemelt hetvenegy áldozat közül 59-en férfiak, 8-an nők és 4-en gyerekek voltak. A gyerekáldozatok közül az egyikük egy kislány, a másik három pedig kisfiú volt. Közülük a legidősebb is csak tizenegy éves volt, a másikuk hat, míg a maradék kettő egy-egy éves.
Az orvosszakértői vélemények mindegyik áldozat esetében fulladást jelöltek meg a halál okaként. Augusztus 26-án Magyarországon rendkívül meleg, körülbelül 35 °C-os hőség volt nappal. A raktér csupán 13 m² rakodási területtel bírt, a hűtése nem volt aktív, ugyanis a hűtővíz az indulást követő 40. percben felforrt, de a sofőrök nem cserélték le.
Az áldozatoktól mobiltelefonok és többségében szíriai úti okmányok kerültek elő. A készülékek többsége a hő és a pára hatására tönkrement, a még működő telefonokkal az illegális határátlépők még megpróbáltak segélyhívást kezdeményezni, de eredménytelenül.
A rendőrség a talált okmányokon és telefonokon keresztül próbálta azonosítani az elhunytakat. November 26-án a 71 halottból 69 személyazonosságát tisztázták az osztrák hatóságok: az áldozatok közül 29-en irakiak, 15 szíriaiak, 5-en irániak és 21-en afgánok voltak. A teherautón gyakorlatilag egy teljes család is utazott: egy házaspár három gyermekével, valamint egy unokatestvérük.
Az áldozatok többségét később visszavitték az anyaországaikba és ott helyezték őket örök nyugalomra, míg 15 embert Ausztriában temettek el.
Johanna Mikl-Leitner akkori osztrák külügyminiszter-asszony és Werner Faymann osztrák kancellár kijelentette, hogy az eset gyilkosság és egyértelművé teszi, hogy az embercsempészek mind bűnözők.

## Rendőrségi nyomozás és büntetőeljárás
A magyar rendőrség már augusztus 28-án őrizetbe vette az embercsempészbanda három tagját: egy libanoni származású bolgár állampolgárságú férfit, akinek a nevén a jármű volt (ő Kecskeméten élt és elszállásolta a sofőröket) és a banda két főnökét. Elfogásukkor már zajlott az újabb transzport lebonyolítása 67 emberrel, ezúttal is egy szűk kamion rakterében. Mindezt úgy tették, hogy a hírekből már értesültek a Pándorfalu mellett talált elhagyott kamionról és az azt rejtő holttestekről. Ráadásul a banda megint ugyanazon az úton szándékozott elszállítani az embereket Ausztriába, mint az előző, végzetes transzportét is.
Később egy újabb bolgár gyanúsítottat tartóztattak le. Augusztus 30-án két további csempészt fogtak el Magyarországon, akik a pándorfalui tragédiához voltak köthetők.
Az osztrák hatóságok európai elfogatóparancsot adtak ki további gyanúsítottak ellen. Egyikőjüket az elsőfokú, még nem jogerős ítélet után fogták el Franciaországban és a másodfokú tárgyalásra visszavitték Magyarországra. Ketten még mindig szökésben vannak.
A csempészbanda bizonyítottan maffiaszerű módszereket alkalmazva működött. Szamszúr Lahú volt a banda főnöke, ő toborozta az átszállítandó embereket és gyűjtötte be tőlük a pénzt. Helyettese, a banda másik főnöke, Ivanov intézte az utat, a szállítójárművet és a sofőröket, illetve segédeket, akik szintén bolgárok voltak.
Az ügyészség a banda négy tagját, a két bandavezért és a két sofőrt vádolta emberöléssel. A többieket zömmel bűnszervezetben illetőleg társtettesként bűnszervezetben elkövetett embercsempészettel, vagy társtettesként elkövetett életveszélyt okozó testi sértéssel vádolta meg. Utóbbiak szerepe az embercsempész transzportoknál az volt, hogy egyfajta elő- és utóvédként az útirányon haladva jelezzék a sofőröknek, ha valahol rendőri ellenőrzésre kell számítaniuk. Az egyik ilyen elővéd gépkocsijával menekült el a vétkes sofőr is Pándorfalu mellől, ahol a kamiont hagyták.
A közel 52 ezer oldalnyi nyomozati anyag alapján az eddigi folytatott tevékenységükből a bűnszervezet mintegy 15 és félmillió eurónyi bevételt zsebelt be. Egyedül a bűnszervezetet irányító Szamszúr Lahúnak egyetlen ilyen transzport legalább 300 ezer eurót hozott. A sofőrök és a segédek fizetése változó volt a transzportokként: 100 és ezer euró között mozgott. Az embercsempészetből befolyó pénzeket Lahú Aminnak küldte Szerbiába, aki azt továbbította Románia, Ukrajna, Oroszország, Kazahsztán, Üzbegisztán és Türkmenisztán érintésével Afganisztánba Lahú ott élő testvérének.
A bíróság tanúként hallgatta meg azokat a személyeket is, akiket közvetlenül a pándorfalui tragédiát követően akartak az embercsempészek Nyugatra vinni. Elmondásuk szerint sem itt, sem a korábbi transzportokon nem törődtek a bandatagok az emberek testi épségével, gyakran nekik kellett kirúgni az ajtót, hogy levegőhöz jussanak, amit persze a csempészek nyomban vissza is zártak, mert jobban ügyeltek arra, hogy elkerüljék a lebukását vagy a tettenérést. Mások különféle eszközökkel (botokkal, késekkel) próbáltak réseket nyitni, de ez nem oldotta meg a levegőhiányt. Az osztrák hatóságok a Pándorfalunál megtalált kamion rakterének belsejében valóban találtak ilyen sérüléseket, sőt menekülésre tett kísérletek nyomait is. A vér jelenlétét magyarázza, hogy elkeseredésükben a benn rekedtek mindennel próbálkoztak, még a körmeikkel is kaparták az ajtót. A vizsgálatok szerint a szerencsétlenül járt illegális határátlépők haláltusája legalább három óráig tartott, így a kamion még Magyarországon járt, amikor a raktérbe zsúfolt menekültek már halottak voltak.
Az ügyészség a két bandavezérrel és a két sofőrrel szemben életfogytiglani, míg a többi vádlott esetében hosszabb, határozott idejű szabadságvesztés kiszabását kérte.
Lahú, a bandavezér végig tagadta, vagy kisebbíteni igyekezett szerepét az ügyben. Védekezése szerint annyiban érintett, hogy mint „autókereskedő” játszott szerepet a transzportban. Első meghallgatását elhalasztották, mert bár biztosítottak számára pastu nyelvű tolmácsot, de annak teljesítményével elégedetlen volt (azt állította, hogy félrefordít, mivel neki is van némi magyar nyelvtudása), ezért másik fordítót kellett kirendelni mellé. A férfi első meghallgatásán provokatívan viselkedett, egy Allah akbar! (Isten hatalmas) feliratú táblát is viselt magán. A többi vádlott meghallgatását arab és bolgár nyelvű tolmácsokkal végezték.
Az elsőfokú bíróság Jádi János elnöklete alatt Kecskeméten hozta meg a négy fő vádlottal szemben 2018. június 14-én az elsőfokú ítéletet, amelyben 25-25 év fegyházbüntetést kaptak. Már az elsőfokú ítélet is úgy fogalmazott, hogy a vádlottak hagyták meghalni a 71 embert, a szállításukra teljesen alkalmatlan, zártrakterű kamionban, mindezt pedig pusztán kapzsiságból és a lebukástól való félelemből tették. A nem jogerős ítélet után az ügyészség fellebbezéssel élt a súlyosabb büntetés érdekében, addig a vádlottak és védőik enyhítésért, sőt felmentésért fellebbeztek.
A nem emberöléssel megvádolt bandatagok büntetésének súlyosbítását is kérte az ügyész (egyiküket leszámítva, ahol az ítélet helybenhagyásáért folyamodtak). Az ügyész véleménye szerint a büntetés túl enyhe, nem célravezető és a külföldi állampolgárságú vádlottakat is jóval hosszabb időre kell kiutasítani Magyarország területéről.
Az első négy vádlott a felmentését kérte az emberölés vádja alól, míg az embercsempészés tekintetében enyhébb büntetést. A többi vádlott rendszerint nem értett egyet azzal a minősítéssel, hogy bűnszervezetben való részvétellel vádolják őket és sokallták az embercsempészésért kiszabott börtönéveket. Az ügy ötödrendű vádlottja azzal magyarázkodott, hogy ő már augusztus 27-én feljelentette társait a titkosszolgálatnál, de nem kapott segítséget. A vádlottak védői szerint a bíróság téves minősítést állapított meg az ügyben.
A másodfokú jogerős ítélet a szegedi ítélőtábla hozta meg Mezőlaki Erik bíró elnökletével a halálkamion ügyében 2019. június 20-án, amely a korábbinál súlyosabb ítéleteket szabott ki az ügy fővádlottjaira: Szamszúr Lahú embercsempészés és emberölés bűntette miatt életfogytiglani fegyházbüntetést kapott a feltételes szabadulás lehetősége nélkül. Ivanov, a banda másik vezetője, az ügy másodrendű vádlottja ugyanezen bűnökért ugyanezt a büntetést kapta. A hűtőkamiont először irányító bolgár sofőrt életfogytiglani fegyházbüntetésre ítélte a bíróság, legkorábban harminc év múlva szabadulhat. A kamion második bolgár sofőrje is életfogytiglant kapott ugyanilyen minősítéssel, viszont feltételesen sem szabadulhat.
A banda többi tagja közül két vádlott hat és öt év börtönbüntetést kapott bűnszervezetben elkövetett embercsempészetért. A még szökésben lévő társukra nyolc évet róttak ki nemcsak a bűnszervezetben elkövetett embercsempészésért, de 67 rendbeli társtettesként elkövetett életveszélyt okozó testi sértésért is. Öt vádlott elsőfokú négy- ill. ötéves büntetését a másodfokon eljáró szegedi ítélőtábla is helyben hagyta. A másik, úgyszintén szökésben levő társuk 8 évet kapott bűnszervezetben elkövetett embercsempészés miatt. Az utóbb Franciaországban elfogott bolgár bandatag 4 évet kapott társtettestként, folytatólagosan elkövetett embercsempészés miatt.
Mivel az ítélet az előzetes letartóztatásban eltöltött időt is beleszámolta, ezért egyes bandatagok napokon belül szabadulhattak. Az ügy költségei meghaladták a 100 millió forintot.
A bíróság ítéletében kiemelte, hogy az ügy fő vádlottjai 71 ember, köztük négy gyermek kínhalálát okozták. Többüknek végig kellett nézniük saját hozzátartozóik és barátaik halálát, közben szembesülve azzal a ténnyel, hogy ők is pontosan így fognak elpusztulni. Ekkora szörnyűséget elképzelni is lehetetlen, viszont a csempészeknek mégis fontosabb volt, hogy elkerüljék lebukást.